# サラは銀の涙を探しに
『サラは銀の涙を探しに』（サラはぎんのなみだをさがしに）は、橋本長道による日本の小説。2012年に、第24回小説すばる新人賞及び、将棋ペンクラブ大賞（文芸部門）を受賞したデビュー作『サラの柔らかな香車』の続編。

## あらすじ
サラに敗れ、一度は棋士になる夢を諦めた北森七海は再び将棋への情熱を取り戻し、女流棋士となり、サラが唯一保持するタイトル「女流天衣戦」の挑戦権を得る。だが、対局直前にサラは「銀の涙を探しに……さよなら」という言葉を七海に残して姿を消してしまい、七海の不戦勝という結果に終わってしまう。実力でもぎ取ったのではない不本意なタイトル保持者という地位に納得がいかない七海だったが、将棋会館に道場破りをしにきた少女から、インターネット上の対局サイトに現れるプレーヤー「SARA」の存在を知らされる。SARAの指し手に紛れもなくサラの面影を見た七海は、SARA＝サラだと確信し、勝負を挑んでいく。負け続け、一時は自分の将棋を見失うも立ち直り、やがて勝ち越すようになると奨励会でも勝てるようになり、女性で初めてのプロ棋士となる。サラにもう一度会いたい七海は、同じくサラの行方を探していたプロ棋士の鍵谷英史と知り合う。鍵谷は一時はトッププロとして活躍していたことがあるが、現在はB級に留まっており、失踪前のサラが最後に対局し勝利した相手だった。
SARAのIPアドレスを突き止めた七海が鍵谷と共に行き着いた場所は東京大学の研究所、SARAは14歳当時のサラの棋譜を基に開発されたコンピュータだった。特別アドバイザーとして研究に携わった元奨励会員の桂木想は、既に2年後の名人対コンピュータ戦が決定していると伝え、サラが生まれた時の呪術師の予言を引き合いに出しながら、コンピュータが名人を破る日は近いとし、将棋の終わりを通告する。SARAとサラは全く違うと鍵谷は強弁し、名人が負けるという桂木の予測を一蹴、自分がコンピュータを破ると宣言する。

## 登場人物

### 主要人物
北森 七海（きたもり ななみ）
女流棋士。23歳。小学生名人戦でサラに負け、一度は将棋の道を諦めるが、サラの活躍に魅せられ、奨励会で男子相手に切磋琢磨し、実力を付けてきた。18歳の時に女流天衣戦の挑戦権を得るも不戦勝となり、不本意ながら女流天衣のタイトルを獲得した。高校卒業後、大阪で一人暮らしを始めた。夏緒からネット上の対局サイト「国際将棋道場」のSARAの存在を知らされ、SARAに対局を挑んでいく。一時は敗北続きで引きこもり同然になるが、SARAに勝つ回数が増えてくると、奨励会や三段リーグでも勝てるようになり、女性で初めてプロ棋士四段になった。
護池 サラ（ごいけ サラ）
女流棋士。23歳。ブラジル出身の金髪碧眼の美少女。12歳で女流棋士になり、13歳で女流名人になった将棋の天才。近年は保持タイトルを次々と奪われ、現在は女流天衣の一冠のみ。女流天衣戦の直前に失踪し、後日、連盟により長期休業が発表される。
鍵谷と過ごす内に心の成長を遂げ、鍵谷となら短い会話ができるようになる。容姿を見込まれて将棋イベントに引っ張りだこになったり、定時制高校に通い始めると、感情が芽生え始め、鍵谷に子供扱いされるのを嫌がり、将棋に真剣に取り組まなくなり、輝きを失っていく。
鍵谷 英史（かぎや ひでふみ）
KEYというハンドルネームで対局サイトに登録している。一時はA級のトッププロとして君臨したが、6年前にサラに負けて以来、将棋への意欲を失い、現在はB級1組。
女流棋士タイトル保持者枠でプロ棋士戦への参加権を得た14歳のサラを破って以来、なぜかサラにまとわりつかれるようになる。親友の粋（すい）の将棋を彷彿とさせるサラの棋風に魅せられ、サラを預かることを承諾する。サラと共に過ごす内に、サラも心身の成長を遂げ、サラへの恋慕の情を自覚するが、関係を保つために秘める。

### その他
梅安 梢（うめやす こずえ）
関西将棋会館の職員。
黒武者 岬（くろむしゃ みさき）
女流棋士。元女優志望の高校生。女流2級。
冬目 夏緒（ふゆめ なつお）
15歳。9年前にブラジルで行われたサラと塔子の対局を見て、サラに憧れ、師匠になってもらう約束をした。道場破りをしに関西将棋会館を訪れる。
萩原 塔子（はぎわら とうこ）
盲目の女流棋士。9年前にサラに奪われた女流名人位を翌年のリターンマッチで奪い返した。現在は父の道場「棋臨館（きりんかん）」を継ぎ、弟子を取って後進の育成や講演活動をこなしながら、将棋の普及に取り組み、棋界で急速に政治力をつけつつある。
葉 依林（イエ イーリン）
塔子の元に住み込みで弟子入りしている中国人留学生。
桂木 想（かつらぎ そう）
東京大学情報処理工学研究所特別アドバイザー。サラの義父・瀬尾健司の親友で、プロ棋士になれなかった元奨励会員。14歳の時のサラの指し手をソフト化したSARAを作り、更に強い最強の将棋プログラム「ヘックス（＝魔女）」に取り組んでおり、将棋界を滅ぼすと宣言する。
芥川 慶一郎（あくたがわ けいいちろう）
前代の大名人。定跡を体系化し、「芥川体系」という全20巻の書物にまとめた。
芥川 正純（あくたがわ まさずみ）
慶一郎の息子。5年前に父から過半数のタイトルを奪った。
白川 粋（しらかわ すい）
鍵谷の親友で、将棋を始めて半年後、10歳の時に出会った少年。脳腫瘍で山の上の病院に入院していた。阪神・淡路大震災で被災し、病院に避難してきた老人から将棋を教わり、指南書を読み込んで強くなった。自分の命が長くないことを理解しながらも、プロ棋士を志し、テレビのドキュメンタリー番組を利用して芥川慶一郎と対局したが、制作側のシナリオにより対局は途中で終了した。芥川を倒す夢を鍵谷に託して亡くなった。
須田 浩之（すだ ひろゆき）
実家の喫茶店を営みながら片手間で将棋をやっている。C級2組。鍵谷とは奨励会入会時から交流があり、11歳の年齢差がありながらも遠慮なくへらず口を叩ける。
瀬尾 マリア（せお マリア）
サラの母親。常に誰かに構ってもらいたい依存体質。再婚した健司がサラにばかり構う孤独に耐えられず、サラの対局料を持ち逃げした。
力武 薫（りきたけ かおる）
棋士9段。須田の師匠。身長180センチ、体重120キロの巨漢。A級順位戦で35年間戦い続けている。鍵谷が小学生の時に薫陶を受けた。若くして愛妻を亡くした時に、将棋を終の棲家と定め、プロ棋士や将棋ファンの家を泊まり歩いて生活しており、行く当てがない時に須田の元に来る。
石黒 人樹 / 宗久 護
共にA級のトッププロ棋士。